# Lijst van schaatsrecords minivierkamp vrouwen
Dit is een overzicht van de ontwikkeling van de schaatsrecords op de minivierkamp vrouwen.
De minivierkamp is een benaming voor een reeks van afstanden (500, 1000, 1500 en 3000 meter) binnen een aantal dagen, meestal een weekend. De tijden op deze afstanden worden omgerekend naar 500 meter en de som van deze tijden is het puntentotaal. De minivierkamp is tegenwoordig een incourante vierkamp voor vrouwen, omdat deze sinds 1983 niet meer wordt verreden tijdens allroundkampioenschappen. Van 1955 tot 1982 wel, maar ingaande schaatsseizoen 1982/83 wordt de kleine vierkamp gereden (500, 3000, 1500, 5000 meter). Tegenwoordig wordt de minivierkamp vaak in de voorbereiding of helemaal aan het eind van het seizoen verreden.

## Ontwikkeling wereldrecord minivierkamp
| Nr. | Naam                 | Land                           | Tijd    | Datum               | Baan           |
| --- | -------------------- | ------------------------------ | ------- | ------------------- | -------------- |
| 1   | Sofija Kondakova     | Sovjet-Unie                    | 207,484 | 4/5 februari 1956   | Kvarnsveden    |
| 2   | Inga Artamonova      | Sovjet-Unie                    | 206,016 | 5/6 februari 1956   | Sverdlovsk     |
| 3   | Galina Romanova      | Sovjet-Unie                    | 203,299 | 26/27 januari 1958  | Alma-Ata       |
| 4   | Helga Haase          | Duitse Democratische Republiek | 202,834 | 19/20 januari 1960  | Davos          |
| 5   | Tamara Rylova        | Sovjet-Unie                    | 196,416 | 20/21 januari 1960  | Alma-Ata       |
| 6   | Inga Artamonova      | Sovjet-Unie                    | 189,033 | 27/28 januari 1962  | Alma-Ata       |
| 7   | Stien Kaiser         | Nederland                      | 188,634 | 4/5 maart 1967      | Inzell         |
| 8   | Ans Schut            | Nederland                      | 185,500 | 22/23 februari 1969 | Inzell         |
| 9   | Nina Statkevitsj     | Sovjet-Unie                    | 184,053 | 18/18 januari 1970  | Alma-Ata       |
| 10  | Stien Kaiser         | Nederland                      | 182,817 | 15/16 januari 1971  | Davos          |
| 11  | Atje Keulen-Deelstra | Nederland                      | 182,805 | 15/16 januari 1972  | Inzell         |
| 12  | Tatjana Averina      | Sovjet-Unie                    | 180,090 | 1/2 april 1974      | Alma-Ata       |
| 13  | Tatjana Averina      | Sovjet-Unie                    | 176,930 | 11/12 maart 1975    | Alma-Ata       |
| 14  | Sylvia Burka         | Canada                         | 176,468 | 12/13 maart 1976    | Inzell         |
| 15  | Galina Stepanskaja   | Sovjet-Unie                    | 173,810 | 22/23 maart 1976    | Alma-Ata       |
| 16  | Natalja Petroeseva   | Sovjet-Unie                    | 173,434 | 26/27 maart 1980    | Alma-Ata       |
| 17  | Natalja Petroeseva   | Sovjet-Unie                    | 171,149 | 3/4 januari 1981    | Alma-Ata       |
| 18  | Natalja Petroeseva   | Sovjet-Unie                    | 168,387 | 27/28 maart 1981    | Alma-Ata       |
| 19  | Karin Busch          | Duitse Democratische Republiek | 168,271 | 13/14 februari 1982 | Inzell         |
| 20  | Natalja Petroeseva   | Sovjet-Unie                    | 166,682 | 25/26 maart 1983    | Alma-Ata       |
| 21  | Emese Hunyady        | Oostenrijk                     | 164,658 | 26/27 maart 1994    | Calgary        |
| 22  | Annamarie Thomas     | Nederland                      | 163,901 | 22/23 maart 1996    | Calgary        |
| 23  | Marianne Timmer      | Nederland                      | 163,315 | 15/16 maart 1997    | Calgary        |
| 24  | Maki Tabata          | Japan                          | 162,731 | 15/16 augustus 1998 | Calgary        |
| 25  | Becky Sundstrom      | Verenigde Staten               | 161,439 | 27/29 november 1998 | Calgary        |
| 26  | Annamarie Thomas     | Nederland                      | 158,183 | 20/21 maart 1999    | Calgary        |
| 27  | Cindy Klassen        | Canada                         | 155,576 | 15/17 maart 2001    | Calgary        |
| 28  | Joy Beune            | Nederland                      | 153,776 | 9/10 maart 2018     | Salt Lake City |

N.B.:  Chiara Simionato reed op 10 en 11 november 2007 in de Utah Olympic Oval van Salt Lake City een puntentotaal van 154,477 bij elkaar. Dit puntentotaal is nooit erkend door de ISU, omdat er geen dopingtest is afgenomen.

## OntwikkelingNederlandsrecord minivierkamp
| Nr. | Naam                 | Tijd      | Datum               | Baan           |
| --- | -------------------- | --------- | ------------------- | -------------- |
| 1   | Rie Meyer            | 238,600   | 15/15 februari 1959 | Gorredijk      |
| 2   | Gré Broers           | 225,950   | 10/11 maart 1962    | Amsterdam      |
| 3   | Stien Kaiser         | 213,317   | 24/25 januari 1964  | Amsterdam      |
| 4   | Stien Kaiser         | 205,366   | 7/8 maart 1964      | Deventer       |
| 5   | Stien Kaiser         | 203,267   | 2/3 januari 1965    | Amsterdam      |
| 6   | Stien Kaiser         | 198,883   | 7/8 januari 1967    | Amsterdam      |
| 7   | Stien Kaiser         | 195,384   | 18/19 februari 1967 | Deventer       |
| 8   | Stien Kaiser         | 194,100   | 11/12 januari 1969  | Heerenveen     |
| 9   | Stien Kaiser         | 190,483   | 1/2 februari 1969   | Grenoble       |
| 10  | Ans Schut            | 189,000   | 8/9 februari 1969   | Davos          |
| 11  | Ans Schut            | 185,500   | 22/23 februari 1969 | Inzell         |
| 12  | Stien Kaiser         | 182,817   | 15/16 januari 1971  | Davos          |
| 13  | Atje Keulen-Deelstra | 182,805   | 15/16 maart 1972    | Inzell         |
| 14  | Sijtje van der Lende | 179,553   | 15/16 maart 1976    | Alma-Ata       |
| 15  | Alie Boorsma         | 175,924   | 25/26 februari 1981 | Inzell         |
| 16  | Alie Boorsma         | 174,536   | 13/14 februari 1982 | Inzell         |
| 17  | Ria Visser           | 173,459   | 17/18 december 1983 | Inzell         |
| 18  | Marieke Stam         | 167,991   | 11/12 februari 1989 | Calgary        |
| 19  | Annamarie Thomas     | 163,901   | 22/23 maart 1996    | Calgary        |
| 20  | Marianne Timmer      | 163,315 * | 15/16 maart 1997    | Calgary        |
| 21  | Annamarie Thomas     | 158,183 * | 20/21 maart 1999    | Calgary        |
| 22  | Ireen Wüst           | 157,436 * | 10/11 maart 2005    | Calgary        |
| 23  | Marrit Leenstra      | 156,360 * | 12/13 maart 2008    | Calgary        |
| 24  | Joy Beune            | 153,776 * | 9/10 maart 2018     | Salt Lake City |

* → record geschaatst op klapschaatsen
NB.: Tot 1969 erkende de KNSB alleen Nederlandse records die in Nederland waren gereden.